# 2184 Fujian
2184 Fujian este un asteroid din centura principală, descoperit pe 9 octombrie 1964.